# زورا روسیپالووا
زورا روسیپالووا (چکی: Veliká příležitost؛ ۳ سپتامبر ۱۹۲۲ – ۲۳ ژانویهٔ ۲۰۱۰) بازیگر اهل چکسلواکی بود. وی بین سال‌های ۱۹۴۵ تا ۲۰۰۶ میلادی فعالیت می‌کرد.
از فیلم‌ها یا مجموعه‌های تلویزیونی که وی در آن‌ها نقش داشته‌است، می‌توان به لحظات دلپذیر و «فرصت عالی» (۱۹۵۰) اشاره نمود.